# Liste der Monuments historiques in Le Lion-d’Angers
Die Liste der Monuments historiques in Le Lion-d’Angers führt die Monuments historiques in der französischen Gemeinde Le Lion-d’Angers auf.

## Liste der Bauwerke
| Bezeichnung                | Beschreibung                      | Standort             | Kennzeichnung | Schutzstatus | Datum | Bild           |
| -------------------------- | --------------------------------- | -------------------- | ------------- | ------------ | ----- | -------------- |
| Archäologische Ausgrabung  | Megalithkultur                    | L’Isle Briand (Lage) | PA00109149    | Inscrit      | 1976  |                |
| Ehemalige Kirche St-Martin | Erbaut im 11. Jahrhundert         | (Lage)               | PA00109148    | Classé       | 1980  | weitere Bilder |
| Herrenhaus                 | Erbaut ab dem 16. Jahrhundert     | (Lage)               | PA00109150    | Inscrit      | 1986  |                |
| Herrenhaus Les Vents       | Erbaut ab dem 15. Jahrhundert     | (Lage)               | PA00109151    | Inscrit      | 1972  |                |
| Schloss Saint-Hénis        | Erbaut ab dem 15./16. Jahrhundert | in Andigné (Lage)    | PA00108858    | Inscrit      | 1998  |                |